# Lijst van personen uit Brunssum
De chronologische lijst van personen uit Brunssum bevat bekende personen die in deze Limburgse plaats zijn geboren.
- Frans Keulen (1927-2010), acteur
- Martin Linnartz (1929-2012), kunstschilder
- Cor de Nobel (1929-2012), beeldend kunstenaar
- Henk Waltmans (1930-2013), PPR-politicus
- Ria Roda (1931-2010), zangeres
- Heinz Friesen (1934-2019), dirigent
- Leo Beerendonk (1938-2022), voetballer en voetbaltrainer
- Gène Gerards (1940-2018), voetbaltrainer
- Jan Hendrikx (1941-2024), politicus
- Jan Dietz (1945), informatiekundige
- Marie-Louise Bemelmans-Videc (1947-2021), politica
- Jos Houben (1951), politicus
- Mirjam Clermonts-Aretz (1955), politica
- Rini Dado (1955), kunstenaar
- René Maessen (1962), voetballer
- Patrick Dybiona (1963), zwemmer
- Antoine Janssen (1967), politicus
- Eric Geurts (1970), politicus
- Kevin Hofland (1979), voetballer
- Richard de Boer (1980), politicus
- Peter Hellenbrand (1985), atleet
- Bob Altena (1986), atleet
- Javan Hoen (1989), (musical)acteur
- Nadine Hanssen (1993), voetbalster
- Daniel Krutzen (1996), voetballer